# スレートグレイ
スレートグレイないしスレートグレー（英: slate gray）は、スレートと灰色の間色。スレートのような濃灰色。石板色、石盤色とも訳される。
日本では明治以降に使われた色名である。